# Ona Carbonell
Ona Carbonell Ballestero (Barcelona, 5 de junio de 1990) es una deportista española que compitió en natación sincronizada.
Participó en tres Juegos Olímpicos de Verano entre los años 2012 y 2020, obteniendo dos medallas en Londres 2012, plata en dúo y bronce por equipo. Ganó veintidós medallas en el Campeonato Mundial de Natación entre los años 2007 y 2019, y doce medallas en el Campeonato Europeo de Natación entre los años 2008 y 2021.
En 2022, fue una de las mujeres incluidas en la lista 100 Women de la BBC. Es graduada en Diseño por la Escuela Superior de Diseño de Sabadell. Ha aparecido en algunos programas de televisión; en 2018 participó en la tercera edición del concurso de cocina de Televisión Española «MasterChef Celebrity», en el que resultó ganadora.

## Palmarés internacional
| Juegos Olímpicos   | Juegos Olímpicos         | Juegos Olímpicos  | Juegos Olímpicos  |
| Año                | Lugar                    | Medalla           | Prueba            |
| ------------------ | ------------------------ | ----------------- | ----------------- |
| 2012               | Londres (Reino Unido)    | Medalla de plata  | Dúo               |
| 2012               | Londres (Reino Unido)    | Medalla de bronce | Equipo            |
| Campeonato Mundial |                          |                   |                   |
| Año                | Lugar                    | Medalla           | Prueba            |
| 2007               | Melbourne (Australia)    | Medalla de bronce | Equipo técnico    |
| 2009               | Roma (Italia)            | Medalla de oro    | Combinación libre |
| 2009               | Roma (Italia)            | Medalla de plata  | Equipo técnico    |
| 2009               | Roma (Italia)            | Medalla de plata  | Equipo libre      |
| 2011               | Shanghái (China)         | Medalla de bronce | Dúo técnico       |
| 2011               | Shanghái (China)         | Medalla de bronce | Dúo libre         |
| 2011               | Shanghái (China)         | Medalla de bronce | Equipo técnico    |
| 2011               | Shanghái (China)         | Medalla de bronce | Equipo libre      |
| 2013               | Barcelona (España)       | Medalla de plata  | Equipo técnico    |
| 2013               | Barcelona (España)       | Medalla de plata  | Equipo libre      |
| 2013               | Barcelona (España)       | Medalla de plata  | Combinación libre |
| 2013               | Barcelona (España)       | Medalla de bronce | Solo técnico      |
| 2013               | Barcelona (España)       | Medalla de bronce | Solo libre        |
| 2013               | Barcelona (España)       | Medalla de bronce | Dúo técnico       |
| 2013               | Barcelona (España)       | Medalla de bronce | Dúo libre         |
| 2015               | Kazán (Rusia)            | Medalla de plata  | Solo técnico      |
| 2015               | Kazán (Rusia)            | Medalla de bronce | Solo libre        |
| 2017               | Budapest (Hungría)       | Medalla de plata  | Solo técnico      |
| 2017               | Budapest (Hungría)       | Medalla de plata  | Solo libre        |
| 2019               | Gwangju (Corea del Sur)  | Medalla de plata  | Solo técnico      |
| 2019               | Gwangju (Corea del Sur)  | Medalla de plata  | Solo libre        |
| 2019               | Gwangju (Corea del Sur)  | Medalla de bronce | Rutina especial   |
| Campeonato Europeo |                          |                   |                   |
| Año                | Lugar                    | Medalla           | Prueba            |
| 2008               | Eindhoven (Países Bajos) | Medalla de oro    | Equipo            |
| 2010               | Budapest (Hungría)       | Medalla de plata  | Dúo               |
| 2010               | Budapest (Hungría)       | Medalla de plata  | Equipo            |
| 2010               | Budapest (Hungría)       | Medalla de plata  | Combinación libre |
| 2012               | Eindhoven (Países Bajos) | Medalla de oro    | Equipo            |
| 2012               | Eindhoven (Países Bajos) | Medalla de oro    | Combinación libre |
| 2012               | Eindhoven (Países Bajos) | Medalla de plata  | Dúo               |
| 2014               | Berlín (Alemania)        | Medalla de plata  | Solo              |
| 2014               | Berlín (Alemania)        | Medalla de plata  | Combinación libre |
| 2014               | Berlín (Alemania)        | Medalla de bronce | Dúo               |
| 2014               | Berlín (Alemania)        | Medalla de bronce | Equipo            |
| 2021               | Budapest (Hungría)       | Medalla de bronce | Equipo técnico    |

## Condecoraciones
| Distinción                                         | Año  |
| -------------------------------------------------- | ---- |
| Medalla de Plata - Real Orden del Mérito Deportivo | 2013 |